# Sandra Myrna Díaz

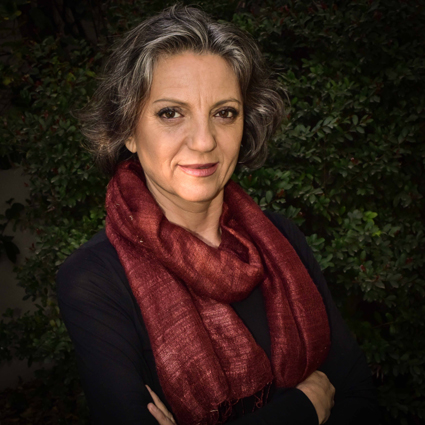
Sandra Myrna Díaz

Sandra Myrna Díaz (geboren am 27. Oktober 1961 in Bell Ville, Argentinien) ist eine Biologin und Professorin für Ökologie. Sie ist besonders wegen ihrer Forschung zur Biodiversität weltweit anerkannt und wurde von der Fachzeitschrift Nature in die Liste der zehn bedeutendsten Persönlichkeiten für die Wissenschaft im Jahr 2019 aufgenommen. Díaz gehörte dem Weltklimarat an, der 2007 gemeinsam mit Al Gore den Friedensnobelpreis bekam. Eine wichtige Rolle spielte sie außerdem als Co-Chair für den Global Assessment Report des Weltbiodiversitätsrats (IPBES), der im Mai 2019 in Paris vorgestellt wurde und wegen seiner alarmierenden Erkenntnisse zur Bedrohung der Artenvielfalt große Aufmerksamkeit fand. Für ihre Arbeiten wurde Díaz vielfach ausgezeichnet, u. a. erhielt sie 2025 den auch als „Nobelpreis für Umwelt“ bezeichneten Tyler Prize for Environmental Achievement.

## Werdegang
Sandra Díaz wuchs in der Provinz von Córdoba in Argentinien auf und interessiert sich für Biologie, seit sie sich erinnern kann. Ihre Eltern hatten einen großen Garten und liebten Tiere und Pflanzen. Ihr Vater brachte immer wieder wilde Tiere, wie Babyeulen oder Hasen nach Hause, was damals nicht unüblich war. Díaz studierte Biologie an der Nationalen Universität Córdoba und erlangte 1984 ihren Abschluss. An derselben Universität promovierte sie 1989 auch. Im Zeitraum von 1985 bis 1991 war sie Forschungsstipendiatin am Zentrum für Ökologie und erneuerbare natürliche Ressourcen. Anschließend ging sie als Postdoktorandin an die Universität Sheffield (Großbritannien) zu Philip Grime in die Einheit für vergleichende Pflanzenökologie. Im Jahr 1993 kehrte sie an die Universität Córdoba zurück, wo sie unter anderem als Professorin für Gemeinschafts- und Ökosystemökologie lehrt. Außerdem ist sie leitende Forscherin am Multidisziplinären Institut für Pflanzenbiologie IMBIV (Instituto Multidisciplinario de Biología Vegetal), einer Kooperation der Universität mit der nationalen Forschungsorganisation CONICET.

## Wissenschaftliche Schwerpunkte und Tätigkeiten
Díaz hat sich auf Biodiversität, Ökosystemökologie und die Rolle von Pflanzen spezialisiert, einschließlich der Frage, wie diese mit globalen Umweltveränderungen zusammenhängen. Insbesondere hat sie wichtige Kenntnisse über die Pflanzenökologie und die biologische Vielfalt und deren Zusammenhang beispielsweise mit der Landnutzung und dem globalen Wandel vermittelt.
Zu ihren Erkenntnissen gehört, dass die besondere Kombination verschiedener Organismen in einem Ökosystem und die Rolle, die sie spielen, uns mehr über die Funktionsweise und den Nutzen des Ökosystems sagen kann als nur die Anzahl der Arten. Sie erkannte auch die große Bedeutung unterschiedlicher funktioneller Merkmale von Pflanzen (englisch: traits), die an sehr ähnlichen Arten auftreten können. Diese funktionellen Charakteristika (morphologisch, physiologisch, phänologisch) bestimmen ökologische Strategien und die Art und Weise, wie Pflanzen auf Umweltfaktoren reagieren, andere trophische Ebenen beeinflussen und die Eigenschaften des Ökosystems beeinflussen. Die Vielfalt der pflanzlichen Funktionsmerkmale und ihr Zusammenspiel hat sich als nützlich für die Behandlung vieler wichtiger ökologischer Fragen auf verschiedenen Ebenen erwiesen, was eine Nachfrage nach standardisierten Methoden zur Messung ökologisch sinnvoller Pflanzenmerkmale nach sich zog. Díaz hatte eine führende Rolle bei der Entwicklung konzeptioneller Grundlagen und Implementierung einer Methodik, die es Wissenschaftlern an verschiedensten Orten der Welt ermöglicht, die in der jeweiligen Flora vorhandenen Funktionsmerkmale systematisch zu erfassen und zu messen. So soll es ermöglicht werden, die Auswirkungen und den Nutzen der biologischen Vielfalt von Pflanzen in einem Ökosystem und ihre Nutzung durch den Menschen auf unterschiedliche Weise (Treibstoff, Nahrung, Materialien etc.) zu quantifizieren und auch ihre Wirksamkeit bei der Bekämpfung der globalen Erwärmung, zum Beispiel durch das Einfangen von in der Atmosphäre vorhandenem CO2 zu bestimmen.
Díaz ist Gründerin und Direktorin der internationalen Initiative Nucleus Diversus für Diversität und Nachhaltigkeit, deren Hauptzweck die Durchführung qualitativ hochwertiger Forschung in den Bereichen Biodiversität, Ökosysteme und Nachhaltigkeit als Antwort auf gesellschaftlich relevante Probleme ist.
In jüngerer Zeit hat Díaz wesentlich zur Förderung eines interdisziplinären Ansatzes zur biologischen Vielfalt beigetragen, einschließlich der Zusammenarbeit mit Sozialwissenschaftlern. Zu den gemeinsamen Bemühungen mit Ökologen gehört der Aufbau einer internationalen Datenbank mit Zehntausenden von Pflanzenarten (TRY), die durch die Global Communal Plant Initiative aufgebaut wurde, deren Mitbegründerin und Co-Leiterin sie ist.
Immer wieder fordert Díaz in Interviews oder im Internet zu mehr nachhaltigem Klimaschutz auf und kritisiert, dass dieser auch wider besseres Wissen aus ökonomischen Gründen oft nicht genügend verfolgt werde.

## Ehrungen und Auszeichnungen (Auswahl)
- 2002: Guggenheim Fellow[13]
- 2007: Cozzarelli-Preis, Proceedings of the National Academy of Sciences[14]
- 2009: Aufnahme in die National Academy of Sciences der Vereinigten Staaten[15]
- 2010: Aufnahme in die argentinische Academia Nacional de Ciencias[16]
- 2010: Fellow der The World Academy of Sciences (TWAS)[17]
- 2014: Ehrenmitgliedschaft der British Ecological Society[18]
- 2015: Assoziiertes ausländisches Mitglied der französischen Académie des Sciences[19]
- 2017: Margalef-Preis für Ökologie der Generalitat de Catalunya[20]
- 2019: Auswärtiges Mitglied (Foreign Member) der Royal Society, London[21]
- 2019: Prinzessin-von-Asturien-Preis gemeinsam mit Joanne Chory[22]
- 2019: Gunnerus-Preis der Royal Norwegian Society of Sciences and Letters (DKNVS)[23]
- 2019: Premio Fundación Bunge y Born für Ökologie[24]
- 2019: Benennung der Aula ihrer Schule in Bell Ville nach Sandra Díaz[25]
- 2019: Senckenberg-Preis für Naturforschung[26]
- 2019: Ehrendoktorwürde der Universität Grenoble[27]
- 2020: BBVA Foundation Frontiers of Knowledge Awards
- 2022: Mitglied der American Philosophical Society
- 2023: Linné-Medaille
- 2023: Mitglied der American Academy of Arts and Sciences
- 2023: Premio Konex de Brillante
- 2025: Tyler Prize for Environmental Achievement
- 2025: Aufnahme in die Liste der 100 einflussreichsten Personen des Jahres 2025 des Time Magazines[28]

## Veröffentlichungen (Auswahl)
- Inaugural-Artikel anlässlich der Aufnahme in die National Academy of Sciences: "Linking functional diversity and social actor strategies in a framework for interdisciplinary analysis of nature's benefits to society"
- Mit dem Cozzarelli-Preis ausgezeichnete Publikation: "Incorporating plant functional diversity effects in ecosystem service assessments"
- J. Kattge, S. Díaz u. a.: TRY – a global database of plant traits. In: Global Change Biology. 17, 2011, S. 2905, doi:10.1111/j.1365-2486.2011.02451.x.